# Камаган (Куртамиський округ)
Камага́н (рос. Камаган) — село у складі Куртамиського округу Курганської області, Росія.
Населення — 831 особа (2010, 911 у 2002).
Національний склад станом на 2002 рік:
- росіяни — 84 %